# شيخ محملو
شيخ محملو هي قرية في مقاطعة مشكين شهر، إيران. يقدر عدد سكانها بـ 165 نسمة بحسب إحصاء 2016.